# Бедраддін Сімавіаоглу
Сімавіаоглу́ Бедрадді́н (р. н. невід. — †1418) — шейх дервішів, осман за національністю, ватажок антифеодального повстання ремісників, селян і дрібних ленників 1413—18 років у Османській імперії, яке охопило Румелію і Малу Азію.
Повстанці вимагали соціальної рівності, спільності майна, зокрема землі, і рівності релігій. Повстання було жорстоко придушене султаном Мехмедом І Челебі, а Бедраддіна страчено.